# یوکلا

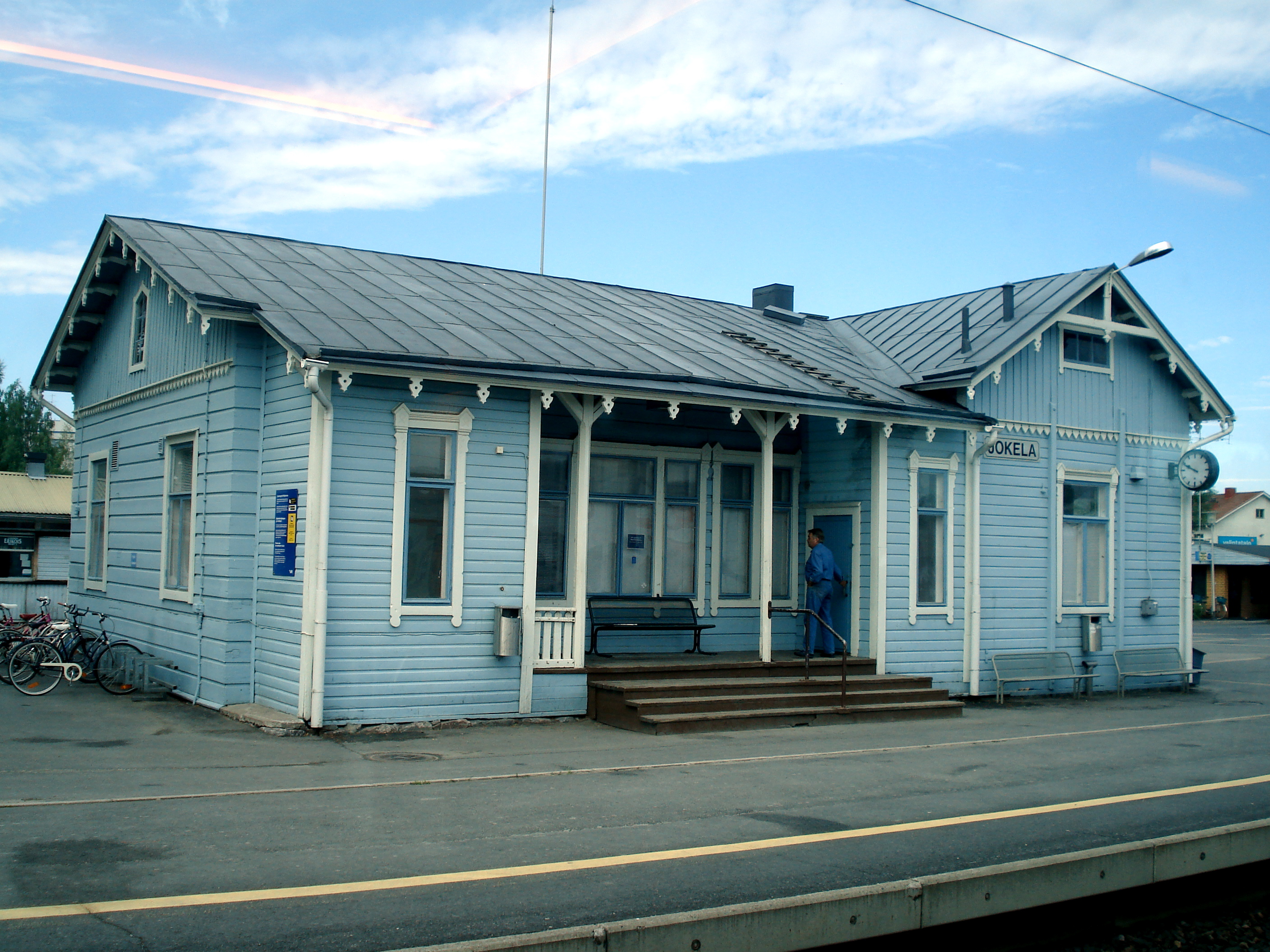
ایستگاه راه‌آهن یوکلا

یُوکِلا (تلفظ فنلاندی: [ˈjokelɑ]) یکی از سه مرکز اداری در حوزه شهرداری توسولا است که حدود ۶۰۰۰ نفر جمعیت دارد. بسیاری از ساکنان این منطقه به پایتخت فنلاند، هلسینکی، که حدود ۵۰ کیلومتر (۳۰ مایل) از آن دورتر است رفت و آمد می‌کنند.

## پیشینه

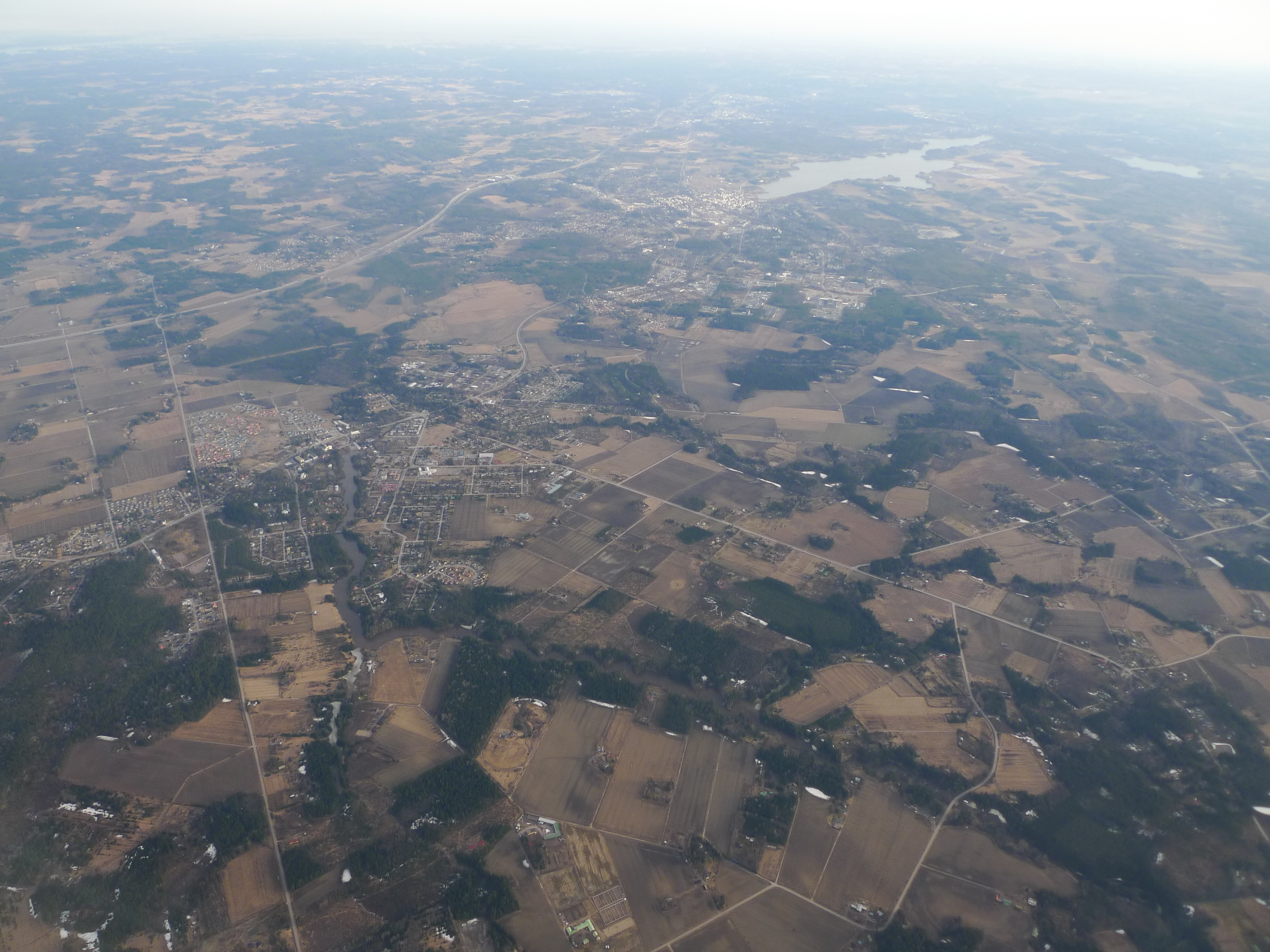
عکس هوایی.

تا اواسط قرن ۱۹، منطقه اطراف یوکلا به ندرت جمعیت داشت. توسعه یوکلا با افتتاح یک خط راه‌آهن در سال ۱۸۶۲ آغاز شد. در سال ۱۸۷۴ ایستگاه راه‌آهن افتتاح و اولین کارخانه آجرسازی تأسیس گردید. چند کارخانه دیگر آجرسازی بعداً برای رفع نیازهای ساخت و ساز که به سرعت در حال رشد بود و همچنین یک کارخانه کبریت‌سازی در این شهر تأسیس شد. توسعه صنعتی افزایش جمعیت یوکلا را در پی داشت: در سال ۱۹۲۰ جمعیت آن ۵۷۰ نفر و تا سال ۱۹۵۰ به ۱۶۱۷ نفر رسید.

### حادثه ریلی

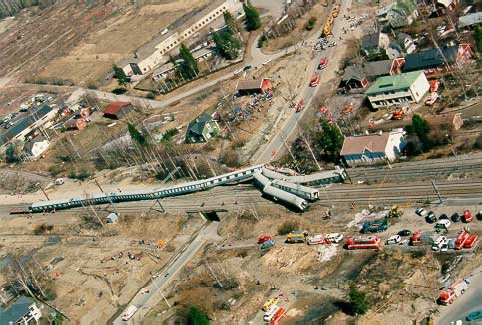
جامعه پس از سقوط ریلی

در ۲۱ آوریل ۱۹۹۶ یک حادثه ریلی در یوکلا رخ داد که در آن قطار سریع‌السیری از اولو به مقصد هلسینکی در مه شدید از ریل خارج شد و چهار نفر کشته و ۷۵ نفر مجروح شدند. تخمین زده شد که هزینه کل این حادثه بیش از ۴٫۳ میلیون یورو بوده است.

### تیراندازی مدرسه
تیراندازی در مدرسه در ۷ نوامبر ۲۰۰۷ در این شهر رخ داد. تقریباً در ساعت ۱۱:۴۴ به وقت محلی (۹:۴۴ UTC) پکا-اریک آروینن در دبیرستان یوکلا تیراندازی کرد. این حادثه منجر به مرگ ۹ نفر شد: پنج دانش آموز پسر و یک دانش آموز دختر. مدیر مدرسه؛ پرستار مدرسه؛ و خود فرد تیرانداز که او نیز یکی از دانش آموزان مدرسه بود. ساعاتی قبل از این حادثه، فرد تیرانداز ویدئویی را در یوتیوب منتشر نموده بود که در آن قتل‌عام در مدرسه را اعلام کرد. یک روز پس از تیراندازی، تصویری از آوینن که اسلحه‌ای در دست دارد و پیامی که «امروز به نام انانیموس در دبیرستان یوکلا مردم را می‌کشد» روی ۴چن منتشر شد. مدتی بعد توسط پلیس فنلاند اعلام شد که آنها نتوانستند ارتباطی بین آروینن و " انانیموس " پیدا کنند.